# 잔드라 (가수)
잔드라(Sandra, 1962년 5월 18일 ~ )는 독일의 가수이다. 여성 디스코 그룹 아라베스크의 리드 보컬로서 인기를 끌었다. 이후 이니그마 프로젝트의 멤버로서 같은 멤버이자 당시 남편이었던 마이클 크레투와 함께 대중적인 인기를 누렸다. 이 기간 동안 유럽 차트 탑 10곡을 다수 만들어 냈고 거대 팬덤을 형성하며 1980년대 유럽에서 가장 인기 있는 가수 중 한 명이 되었다.

## 음반 목록
- The Long Play (1985)
- Mirrors (1986)
- Into a Secret Land (1988)
- Paintings in Yellow (1990)
- Close to Seven (1992)
- Fading Shades (1995)
- The Wheel of Time (2002)
- The Art of Love (2007)
- Back to Life (2009)
- Stay in Touch (2012)